# Зембиньский, Мариан
Мариан Зембиньский (пол. Marian Ziembiński, 11 июля 1928, Лович — 18 июля 2017, Варшава) — польский шахматист, национальный мастер.
Участник семи чемпионатов Польши (в период с 1953 по 1976 гг.). Бронзовый призёр чемпионата Польши 1953 г. (разделил 3—5 места с К. Макарчиком и С. Бжузкой и обошел их по дополнительным показателям).
В составе сборной клуба «Legion Warszawa» победитель командного чемпионата Польши 1960 года. В составе сборной клуба «Maraton Warszawa» победитель командных чемпионатов Польши 1973, 1974, 1975, 1976, 1977, 1979 и 1981 годов, серебряный призёр командного чемпионата Польши 1972 года, бронзовый призёр командных чемпионатов Польши 1978 и 1980 годов.
В составе сборной Польши участник командного турнира в Будапеште (1954 г.; кроме сборной Польши, участвовали сборная Чехословакии и две команды Венгрии).
Участник чемпионата мира среди ветеранов 2000 г.

## Основные спортивные результаты
| Год  | Город       | Соревнование                                                       | + | −  | = | Результат | Место             |
| ---- | ----------- | ------------------------------------------------------------------ | - | -- | - | --------- | ----------------- |
| 1953 | Краков      | Чемпионат Польши                                                   | 8 | 5  | 4 | 10 из 17  | 3—5               |
| 1954 | Лодзь       | Чемпионат Польши                                                   | 6 | 11 | 0 | 6 из 17   | 17                |
|      | Будапешт    | Международный командный турнир (сборная Польши, ?-я доска)         | 0 | 2  | 1 | ½ из 3    |                   |
| 1955 | Вроцлав     | Турнир польских шахматистов                                        | 4 | 2  | 4 | 6 из 10   | 4                 |
| 1956 | Ченстохова  | Чемпионат Польши                                                   | 7 | 6  | 6 | 10 из 19  | 9—11              |
| 1959 | Варшава     | Международный турнир клубных команд («Legion Warszawa», ?-я доска) | 1 | 1  | 3 | 2½ из 5   |                   |
| 1960 | Вроцлав     | Командный чемпионат Польши («Legion Warszawa», 6-я доска)          |   |    |   |           | Команда — чемпион |
| 1966 | Жешув       | Чемпионат Польши                                                   | 3 | 5  | 7 | 6½ из 15  | 12—13             |
| 1971 | Познань     | Чемпионат Польши                                                   | 1 | 8  | 7 | 4½ из 16  | 17                |
| 1972 | Мендзыздрое | Командный чемпионат Польши («Maraton Warszawa», запасной)          |   |    |   |           | Команда — 2-я     |
| 1973 | Быдгощ      | Командный чемпионат Польши («Maraton Warszawa», запасной)          |   |    |   |           | Команда — чемпион |
| 1974 | Познань     | Командный чемпионат Польши («Maraton Warszawa», запасной)          |   |    |   |           | Команда — чемпион |
| 1975 | Познань     | Чемпионат Польши                                                   |   |    |   |           | [ 11 ] [ 12 ]     |
|      | Аугустув    | Командный чемпионат Польши («Maraton Warszawa», запасной)          |   |    |   |           | Команда — чемпион |
| 1976 | Быдгощ      | Чемпионат Польши                                                   | 3 | 2  | 8 | 7 из 13   | 18—28             |
|      | Цехоцинек   | Командный чемпионат Польши («Maraton Warszawa», запасной)          |   |    |   |           | Команда — чемпион |
| 1977 | Катовице    | Командный чемпионат Польши («Maraton Warszawa», запасной)          |   |    |   |           | Команда — чемпион |
| 1978 | Шелиги      | Командный чемпионат Польши («Maraton Warszawa», запасной)          |   |    |   |           | Команда — 3-я     |
| 1979 | Люблин      | Командный чемпионат Польши («Maraton Warszawa», запасной)          |   |    |   |           | Команда — чемпион |
| 1980 | Яшовец      | Командный чемпионат Польши («Maraton Warszawa», запасной)          |   |    |   |           | Команда — 3-я     |
| 1981 | Любневице   | Командный чемпионат Польши («Maraton Warszawa», запасной)          |   |    |   |           | Команда — чемпион |
| 1987 | Варшава     | Международный турнир «Кубок Варшавы»                               | 2 | 6  | 3 | 3½ из 11  | [ 15 ] [ 16 ]     |
| 2000 | Ровы        | Чемпионат мира среди ветеранов                                     | 5 | 4  | 2 | 6 из 11   | [ 17 ] [ 18 ]     |

## Изменения рейтинга
| Графики недоступны из-за технических проблем. См. информацию на Фабрикаторе и на mediawiki.org. |